# 天一坊改行
天一坊 改行（てんいちぼう かいぎょう、元禄12年6月7日（1699年7月3日） - 享保14年4月21日（1729年5月18日））は、江戸時代中期の山伏。源氏坊 天一（げんじぼう てんいち）とも。将軍徳川吉宗の御落胤を称して世上を騒がせ町奉行により処刑された（天一坊事件）。

## 来歴
元禄12年（1699年）、誕生。紀州田辺の生まれで、幼名は半之助というが真偽のほどは定かではない。母は「よし」といい、和歌山城に奉公に上がり、紀州藩主時代の吉宗の手がついて里へ帰され、産まれたのが改行だという。
14歳のときに母が死んだのを機に出家して山伏となり、改行と名乗った。この頃から自分は御落胤だと言いふらしていたという。
享保13年（1728年）、南品川宿に現れた改行は、近々大名に取立てになると称して浪人を集めた。不審に思った関東郡代が取り調べ、享保14年（1729年）に捕らえられた。勘定奉行の稲生正武の裁きを受けて死罪となり、鈴ヶ森刑場で獄門となった。

## 天一坊が登場する作品
- 『殺された天一坊[2]』　浜尾四郎の推理小説、1929年
- 『素浪人罷通る』　大映、1947年（演：片山明彦）
- 『エノケンの天一坊』 東宝、1950年
- 『八百万石に挑む男』東映、1961年（演：中村嘉葎雄）
- 『おんな牢秘抄』　山田風太郎の時代小説、1959年
  - 『姫君捕物控』　上記のドラマ化、日本テレビ、1972年（演：団次朗）
- 『徳川太平記』 柴田錬三郎の時代小説
  - 『男は度胸』 NHK、1970年 - 1971年（演：志垣太郎）
  - 『徳川風雲録 御三家の野望』 テレビ東京、1986年（演：高橋一也）
  - 『徳川風雲録 八代将軍吉宗』 テレビ東京、2008年（演：内田朝陽）
- 『大奥』関西テレビ、1983年（演：竹本孝之）
- 『八代将軍吉宗』　NHK大河ドラマ、1995年（演：京本政樹）
- 『炎の奉行 大岡越前守』 テレビ東京、1997年（演：内海光司）
- 『雲霧仁左衛門4』 NHK、2018年（演：永山絢斗）